# Elvira Augusta Lewi Salinas
Elvira-Augusta Lewi Salinas (Barcelona, 6 d'agost de 1909 - ? ca. 1970) fou una escriptora i periodista catalana activa a la Barcelona de la preguerra civil, de la qual es perd el rastre a partir de 1943.

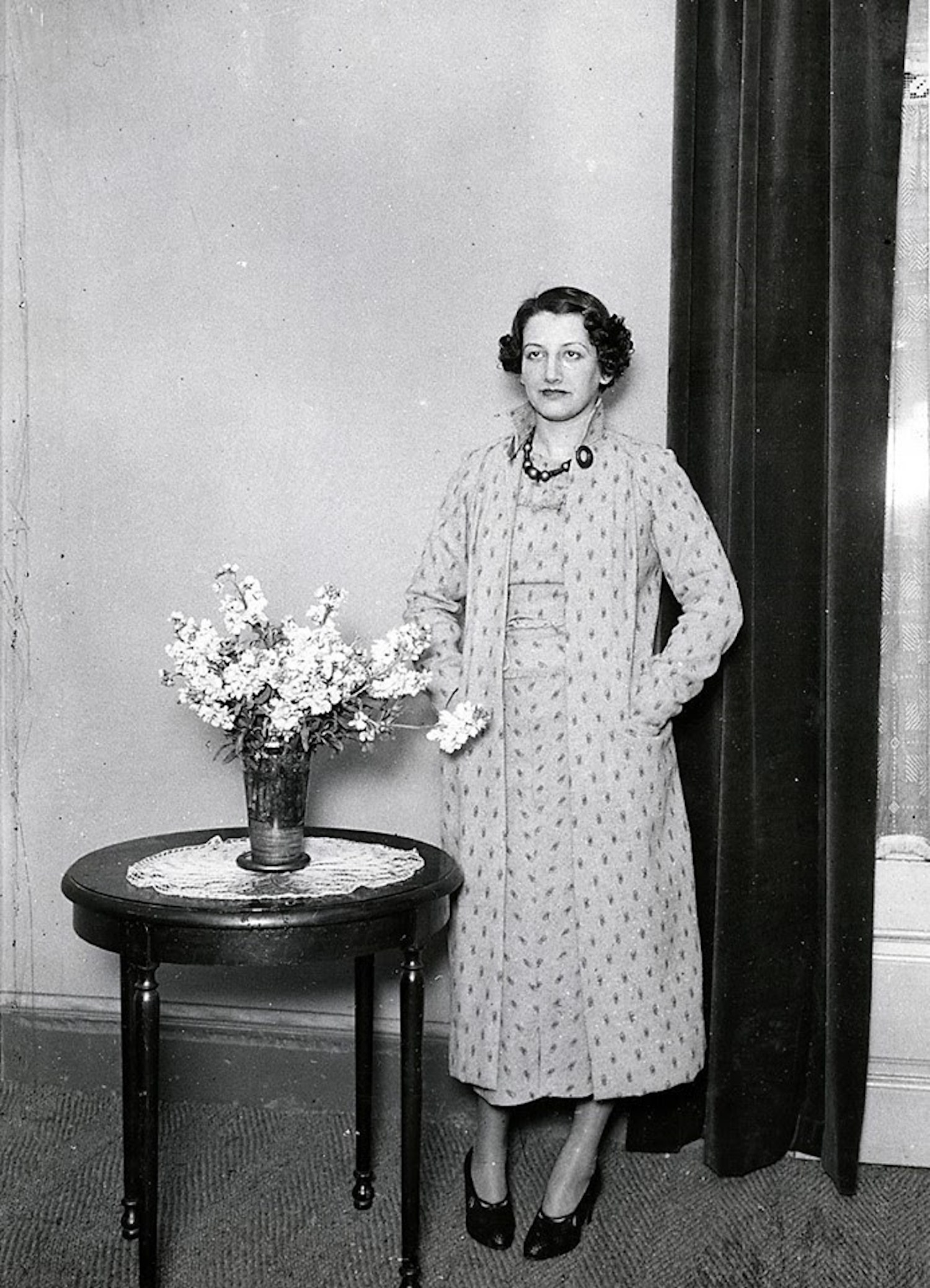
L'escriptora catalana Elvira Augusta Lewi Salinas als anys 1930s.

## Trajectòria i significació
La trajectòria de Lewi, entre finals dels anys 1920 i la Guerra Civil, es desenvolupa a Barcelona: abraça la narrativa, el periodisme, la traducció i una acció sociocultural fruit del compromís amb el desenvolupament cultural de les dones. Escriptora conscient, compromesa i moderna, Elvira-Augusta Lewi constitueix un exponent clar de la dinàmica literario-cultural de la Catalunya de preguerra, dels seus trets principals i de la seva progressiva evolució fins a l'alçament feixista i les tràgiques conseqüències que va tenir.
Al costat de Maria Teresa Vernet, Mercè Rodoreda, Carme Montoriol, Rosa Maria Arquimbau, Anna Murià i Aurora Bertrana, va esdevenir una de les noves novel·listes de preguerra; aquelles que, ideològicament afins a la República i adscrivint-se als corrents contemporanis, en la dècada dels trenta van produir una novel·la moderna des del punt de vista dels temes i del tractament.
A més de ser una de les creadores d'una narrativa femenina moderna en català, Lewi il·lustra l'entrada massiva de la dona a la premsa, les noves pràctiques que s'hi van desplegar i l'articulació d'una xarxa institucional femenina esquerrana generadora de espais adequats als nous temps. Elvira se situa en l'òrbita femenina i entronca amb les inquietuds d'altres periodistes, que des d'un punt de vista esportiu, cultural, polític o literari es dirigeixen directament a les dones des de les publicacions periòdiques.

## Biografia

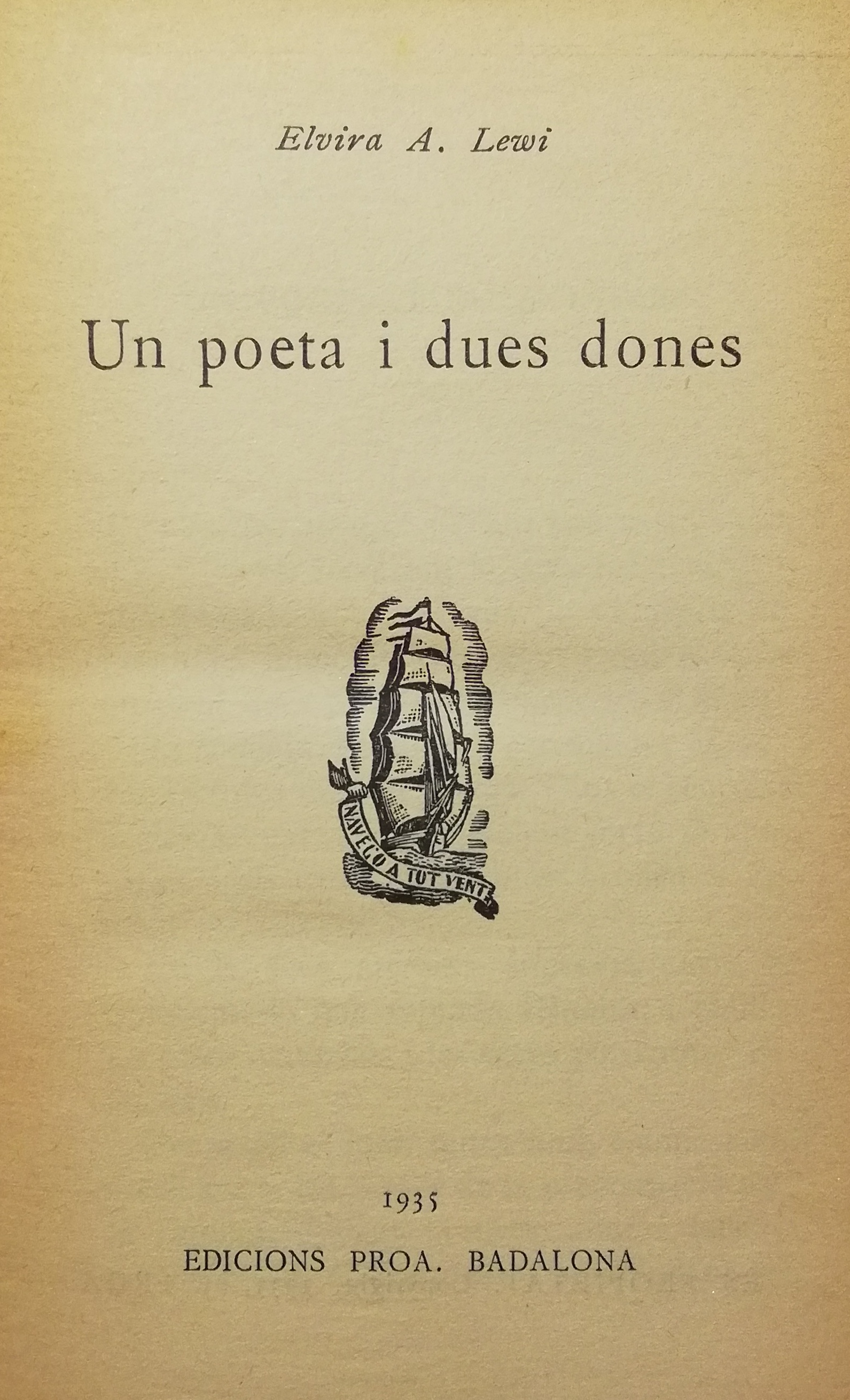
Un poeta i dues dones d'Elvira A. Lewi, novel·la publicada a Badalona l'any 1935

Neix a Barcelona el 6 d'agost de 1909 en una família d'origen jueu, possiblement de mare sefardita i pare d'origen germànic. Va estudiar al Col·legi Alemany de Barcelona i va ampliar els seus estudis a l'Escola d'Arts i Oficis, popularment coneguda com la Llotja de Barcelona. L'entorn familiar cosmopolita i culte amb referents centreeuropeus i de diverses manifestacions artístiques va ser crucial per al seu desenvolupament personal.
La seva activitat literària aviat començarà i l'anirà combinant amb els seus estudis musicals, d'idiomes i els de dibuix. El 1929 publica el conte «L'home de cristall», a la revista D'Ací i d'Allà. Segueixen dues ressenyes a Mirador (on va exercir la crítica literària), sobre un parell de llibres de Xavier Benguerel i Maria Teresa Vernet. En 1930 escriu dos relats que s'allunyen de les tendències principals de la narrativa catalana perquè entronquen amb la literatura fantàstica i la tradició alemanya que seran recollits a Els habitants del pis 200 (1936).
En el context de la Catalunya republicana, el fet de ser dona li va obrir portes i la va esperonar a treballar per defensar els drets d'altres dones. S'integrarà en el Lyceum Club, l'entitat per a dones fundada el 1931 amb Aurora Bertrana com a presidenta. S'hi incorpora el 1934, quan n'és presidenta Maria Carratalà i s'encarrega de la Secció de Decoració, des de la qual organitza diversos cursos.
Tot i que comença en el món de l'escriptura a través de la narrativa, aviat entronca amb l'art i esdevé en 1931 col·laboradora assídua de La Nau, on publica 37 articles per a la secció d'art. Quan el diari tanca les portes, el 1933, passa a ser redactora de la revista La Dona Catalana i, entre 1933 i 1938, escriu 157 articles per a les seccions: «La dona en el món artístic», «La dona en l'art», «La dona de Catalunya i els Seus oficis». També va fer reportatges per a la Revista de Catalunya, L'Opinió, La Rambla, el diari Avui, etc.
El seu bagatge cultural i la seva vocació d'escriptora, la condueixen a implicar-se a fons en l'intent de normalització i de modernització de les lletres catalanes, amb uns productes literaris singulars en el context de l'època; un mirall de les seves preocupacions, idees i posicions així com una activitat periodística que comprèn des de la crítica, sobretot d'art, la literatura fins a la divulgació.

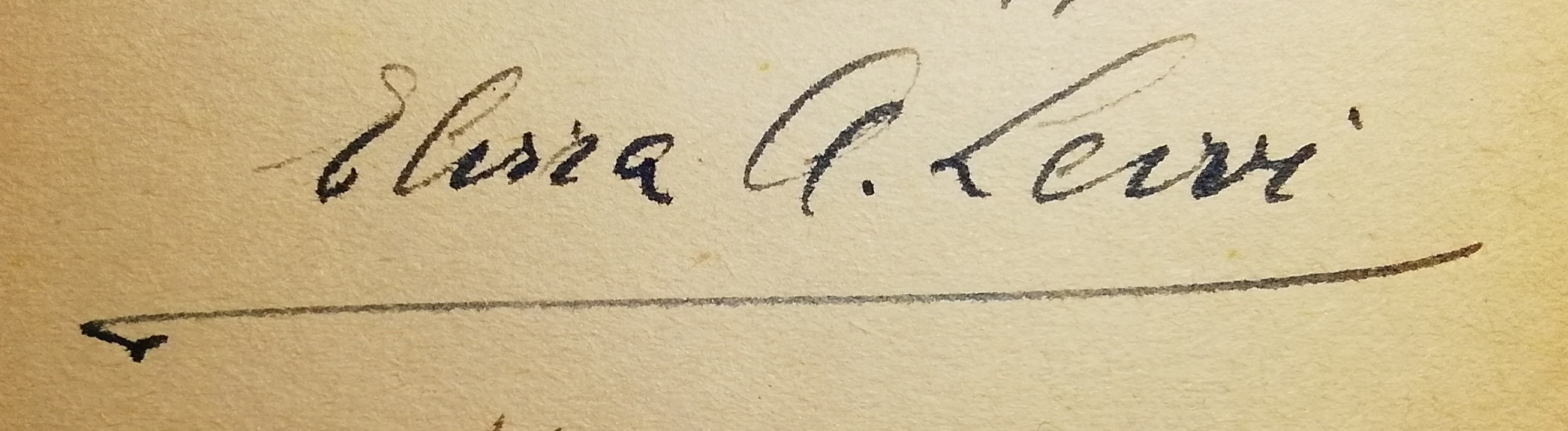
Signatura d'Elvira A. Lewi en una dedicatòria de l'any 1935

Les traduccions de dues cartes de l'epistolari d'Hölderlin i Rilke que va publicar a La Revista el 1931 resulten prou indicatives d'aquesta cultura de referència. Fins i tot en Un poeta i dues dones (1935), el pes de la seva formació de base germànica revertia en un text antireialista i altament intel·lectualitzat, farcit de referents poc habituals, deutor de la imatgeria expressionista, indestriable d'una producció poc coneguda a Catalunya. La perplexitat de part de la crítica, tanmateix, es va acompanyar d'elogis denotatius del paper i de la importància que les dones estaven adquirint a tots nivells en la societat catalana.

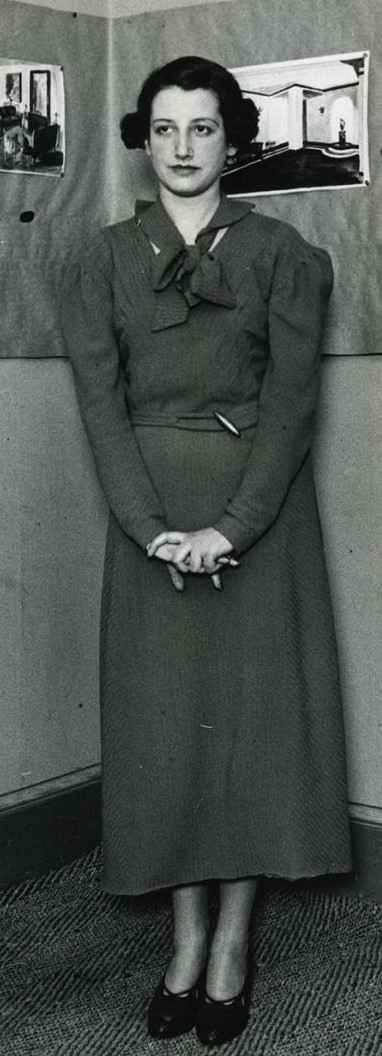
Elvira Augusta Lewi Salinas en una exposició sobre decoració de la llar

El rastre de Lewy es perd en la nit del franquisme, i la seva manca d'activitat a partir de 1939 no ajuda a saber-ne més. Només es té constància de la traducció (potser una traducció pròpia) a l'espanyol de la seva obra Un poeta y dos mujeres, publicada el 1943 a la col·lecció Para ti de l'editorial Hymsa. Significativament es publica amb el nom Elvira L. Salinas, ocultant el seu cognom jueu. Es desconeix on i quan va morir; com explica Marta Pessarrodona, «no sabem si va anar a l'exili, però va desaparèixer totalment a partir de 1939».

## Obres
- Un Poeta i dues dones. Badalona: Proa, 1935. OCLC 13164802. Obra de narrativa psicològica i ciutadana que va publicar a la cèlebre Biblioteca A Tot Vent, i que se sumava a la dinàmica de represa i renovació de la novel·lística del país.[cal citació]
- Els Habitants del pis 200. Barcelona: Llibreria Catalònia, 1936. OCLC 865269111. Aquesta obra de ficció es una antologia de sis relats breus, on hi ha literatura policíaca, narrativa fantàstica i psicologisme.[cal citació] N'existeix una reedició de l'Editorial Males Herbes, amb epíleg de Neus Real Mercadal, publicada el novembre de 2023, ISBN 978-84-126624-7-4.
- Més de dos centenars de textos coneguts i publicats a la premsa periòdica, els títols dels quals es poden consultar en línia a: Real, Neus; GELCC (2009). «Les novel·listes. Elvira Augusta Lewi». A: Escriptores republicanes.[6]